# НТС Пловдив
Сдружение „Научно-технически съюзи с Дом на науката и техниката – Пловдив“ е творческо-професионална, научно-просветна, неправителствена, неполитическа организация, в която са сдружени научно-технически съюзи, обединяващи специалисти с висше и средно образование от различни области на науката и техниката.
Сдружението е правоприемник и продължител на Пловдивския клон на Българското инженерно и архитектно дружество, от основаването на който през 2022 година се навърши едно столетие.
Сред главните цели на Сдружението са подпомагане усилията на специалистите от различните области на науката и техниката за създаване на условия за творческо-професионалното им развитие и усъвършенстване и съдействие за повишаване на общественото им влияние и престиж, в частност - чрез организиране и провеждане на различни научно-технически мероприятия: конференции, симпозиуми, семинари и други.

## Дом на науката и техниката
Сдружението разполага с многофункционална пететажна сграда, намираща се в Пловдив на ул. “Гладстон“ №1, разположена в центъра на града в непосредствена близост с Цар-Симеоновата градина - едно от любимите места за разходка на пловдивчани и гости на града.

## Членове (научно-технически съюзи)
Сдружението се състои от 15 специализирани регионални научно-технически съюзи с индивидуални и асоциирани членове. Асоциирани членове са висши училища, научни институти, държавни и частни фирми.
- Научно-технически съюз по автоматика и информационни технологии - Пловдив
- Научно-технически съюз по водно дело - Пловдив
- Научно-технически съюз по геодезия и земеустройство - Пловдив
- Научно-технически съюз по електротехника, електроника и съобщения - Пловдив
- Научно-технически съюз по енергетика - Пловдив
- Научно-технически съюз по земеделие - Пловдив
- Научно-технически съюз по изкуствен интелект - Пловдив
- Научно-технически съюз по интелектуална собственост - Пловдив
- Регионален съюз на икономистите - Пловдив
- Научно-технически съюз по лесотехника - Пловдив
- Научно-технически съюз по машиностроене - Пловдив
- Научно-технически съюз по строителство - Пловдив
- Научно-технически съюз по мобилна и специална техника и технологии - Пловдив
- Научно-технически съюз по приложна физика и химия - Пловдив
- Научно-технически съюз по хранителна промишленост - Пловдив

## Ежегодни научно-технически събития
- Национална научна-техническа конференция с международно участие „Екология и здраве“
- Международна конференция „Образованието и изследванията в информационното общество“
- Научно-техническа конференция „Опаковки - тенденции в развитието и приложението“
- Научно-техническа конференция „Наука, техника, сигурност“
- Младежки форум „Наука, технологии, иновации, бизнес“